# Supercopa Catalana de corfbol
La Supercopa Catalana de corfbol és una competició esportiva de clubs catalans de corfbol, creada la temporada 2013-14. De caràcter anual, està organitzada per la Federació Catalana de Korfbal. Hi participen el campió de la Lliga i de la Copa Catalunya, o en el seu defecte el subcampió de Lliga, de la temporada anterior. Els equips participants disputen una final en una seu neutral, normalment al mes de setembre o octubre. Aquest torneig dona inici a les competicions catalanes de corfbol de la temporada.
Els dominadors de la competició són el Korfbal Club Barcelona (2018, 2019, 2022, 2023) i el Club Korfbal Vallparadís (2014, 2016, 2017 2024), amb quatre  títols respectivament.

## Historial
| En negreta = Equip guanyador (1) = Nombre de campionats (sv gol) = Gol d'or Nota: Noms dels equips segons l'època |

| Edició | Temp.   | Data       | Campió                                                 | Resultat                                               | Subcampió                                              | Seu                                                    | refs   |
| ------ | ------- | ---------- | ------------------------------------------------------ | ------------------------------------------------------ | ------------------------------------------------------ | ------------------------------------------------------ | ------ |
| I      | 2013-14 | 06-10-2013 | Bar Avenida CEVG (1)                                   | 18-17                                                  | KC Barcelona                                           | Pavelló Poliesportiu del Garraf, Vilanova i la Geltrú  | [ 3 ]  |
| II     | 2014-15 | 08-11-2014 | KA Vallparadís (1)                                     | 33-17                                                  | CEVG                                                   | Pavelló de Sant Llorenç, Terrassa                      | [ 4 ]  |
| III    | 2015-16 | 19-09-2015 | CK Castellbisbal (1)                                   | 31-25                                                  | KA Vallparadís                                         | Pavelló Municipal d'Esports Sol i Padrís, Sabadell     | [ 5 ]  |
| IV     | 2016-17 | 17-09-2016 | KA Vallparadís (2)                                     | 24-14                                                  | CK Castellbisbal                                       | Pavelló de Sant Llorenç, Terrassa                      | [ 6 ]  |
| V      | 2017-18 | 12-09-2017 | KA Vallparadís (3)                                     | 26-24                                                  | CK Castellbisbal                                       | Pavelló Municipal de Vacarisses                        | [ 7 ]  |
| VI     | 2018-19 | 28-10-2018 | KC Barcelona (1)                                       | 26-22                                                  | CK Castellbisbal                                       | Pavelló Municipal de Vacarisses                        | [ 8 ]  |
| VII    | 2019-20 | 09-11-2019 | KC Barcelona (2)                                       | 30-21                                                  | CK Vallparadís                                         | Pavelló de Sant Llorenç, Terrassa                      | [ 9 ]  |
| -      | 2020-21 | N/D        | Edició suspesa pel risc públic de contagi del COVID-19 | Edició suspesa pel risc públic de contagi del COVID-19 | Edició suspesa pel risc públic de contagi del COVID-19 | Edició suspesa pel risc públic de contagi del COVID-19 |        |
| -      | 2021-22 | N/D        | Edició suspesa pel risc públic de contagi del COVID-19 | Edició suspesa pel risc públic de contagi del COVID-19 | Edició suspesa pel risc públic de contagi del COVID-19 | Edició suspesa pel risc públic de contagi del COVID-19 |        |
| VIII   | 2022-23 | 15-10-2022 | KC Barcelona (3)                                       | 28-27 (g)                                              | CK Vallparadís                                         | Illa Esportiva de Castellbisbal                        | [ 10 ] |
| IX     | 2023-24 | 05-11-2023 | KC Barcelona (4)                                       | 35-18                                                  | CK Castellbisbal                                       | Illa Esportiva de Castellbisbal                        | [ 11 ] |

## Palmarès
| Equip                              | Campió | Subcampió | Finals | Anys campió                        | Anys subcampió                     |
| ---------------------------------- | ------ | --------- | ------ | ---------------------------------- | ---------------------------------- |
| Korfbal Club Barcelona             | 4      | 1         | 5      | 2018-19, 2019-20, 2022-23, 2023-24 | 2013-14                            |
| Club Korfbal Vallparadís           | 4      | 3         | 7      | 2014-15, 2016-17, 2017-18, 2024-25 | 2015-16, 2019-20, 2023-24          |
| Club Korfbal Castellbisbal         | 1      | 4         | 5      | 2015-16                            | 2016-17, 2017-18, 2018-19, 2023-24 |
| Club Esportiu Vilanova i la Geltrú | 1      | 1         | 2      | 2013-14                            | 2014-15                            |